# Autoritätsheuristik
Autoritätsheuristik (auch: Autoritäts-Bias oder Autoritätsfehlschluss) beschreibt ein psychologisches Phänomen, bei dem Menschen dazu neigen, Aussagen oder Anweisungen von Personen mit wahrgenommener Autorität unkritisch zu akzeptieren. Dieses mentale Abkürzungsverfahren (Heuristik) wird insbesondere dann angewendet, wenn Individuen unter Unsicherheit stehen oder Entscheidungen schnell treffen müssen. Die Autoritätsheuristik ist eng verwandt mit anderen kognitiven Verzerrungen und spielt eine zentrale Rolle in sozialen, politischen und organisationalen Kontexten.

## Konzept
Die Autoritätsheuristik basiert auf der Annahme, dass autoritäre Quellen – wie Experten, Vorgesetzte oder Institutionen – in der Regel zuverlässiger seien als Laien. Deshalb vertrauen Menschen solchen Autoritäten eher, selbst wenn sie deren Aussagen nicht überprüfen oder kritisch hinterfragen. Dies kann in vielen Alltagssituationen hilfreich sein, birgt aber auch das Risiko von Fehlurteilen.

## Ursprünge und Forschung
Eine der einflussreichsten Studien zu diesem Thema stammt von Stanley Milgram, dessen berühmtes Gehorsamkeitsexperiment (1961) zeigte, dass Personen bereit waren, anderen Schaden zuzufügen, wenn sie von einer Autorität dazu angewiesen wurden.
Spätere Forschungen im Bereich der Heuristik- und Bias-Forschung, insbesondere durch Daniel Kahneman und Amos Tversky, ordneten die Autoritätsheuristik als eine Form der kognitiven Vereinfachung ein: Unter Zeitdruck oder bei unvollständigen Informationen greifen Menschen auf Faustregeln zurück, um Entscheidungen zu treffen – eine davon ist, sich auf Autoritäten zu verlassen.

## Beispiele
- In der Medizin: Patienten folgen oft blind der Empfehlung eines Arztes, selbst wenn eine Zweitmeinung sinnvoll wäre.[6]
- In der Wirtschaft: Führungskräfte werden nicht hinterfragt, auch wenn ihre Entscheidungen riskant oder irrational sind.[7]
- In der Werbung: Produkte, die von „Experten“ oder Prominenten beworben werden, genießen größeres Vertrauen.[8]
- In der Justiz: Zeugenaussagen von Polizisten oder Sachverständigen werden häufig als glaubwürdiger eingestuft als von Laien.[9]

## Nutzen und Risiken
Vorteile:
- Ermöglicht schnelle Entscheidungsfindung
- Reduziert kognitive Belastung bei komplexen Themen
- Fördert soziale Ordnung und Koordination

Nachteile:
- Kann zu kritiklosem Gehorsam führen[10]
- Erhöht die Gefahr von Fehlurteilen bei falscher oder vorgetäuschter Autorität
- Macht Manipulation einfacher (z. B. durch Missbrauch von Titel oder Uniform)[11]

## Abgrenzung
Die Autoritätsheuristik unterscheidet sich vom Argumentum ad verecundiam (Autoritätsargument), das als logischer Fehlschluss gilt. Während die Heuristik eine unbewusste Entscheidungstendenz darstellt, ist das Argumentum ad verecundiam eine bewusste rhetorische Strategie.

## Verwandte Konzepte
- Gehorsam gegenüber Autoritäten
- Sozialer Einfluss
- Kognitive Verzerrung
- Argumentum ad verecundiam
- Halo-Effekt
- Status-Quo-Bias